# Hrabstwo Mercer (Missouri)
Hrabstwo Mercer (ang. Mercer County) – hrabstwo w północnej części stanu Missouri w Stanach Zjednoczonych. Obszar całkowity hrabstwa obejmuje powierzchnię 455,18 mil2 (1 179 km²). Według danych z 2010 r. hrabstwo miało 3785 mieszkańców. Hrabstwo powstało 14 lutego 1845 roku i nosi imię Hugh Mercera – generała poległego w wojnie o niepodległość Stanów Zjednoczonych.

## Sąsiednie hrabstwa
- Hrabstwo Decatur (Iowa) (północny zachód)
- Hrabstwo Wayne (Iowa) (północ)
- Hrabstwo Putnam (wschód)
- Hrabstwo Sullivan (południowy wschód)
- Hrabstwo Grundy (południe)
- Hrabstwo Harrison (zachód)

## Miasta
- Mercer
- Princeton
- South Lineville (wioska)
- Ravanna (CDP)